# Västerås IK Fotboll
El Vasteras IK Fotboll es un equipo de fútbol de Suecia que juega en la Cuarta División de Suecia, la quinta categoría de fútbol en el país.

## Historia
Fue fundado en 1913 en Vasteras como parte del club multideportivo Västerås IK (fundado en 1910) y fue uno de los equipos fundadores de la Allsvenskan en la temporada de 1924/25, pero también fueron uno de los dos primeros clubes en descender de la máxima categoría junto al Hammarby IF tras quedar en 11.º lugar entre 12 equipos, en la cual solo ganó dos de sus 22 partidos jugados.
La mayor parte de su historia la han pasado en las categorías medianas del fútbol sueco, pero manteniéndose en los niveles regionales del país, principalmente entre la cuarta y quinta categoría.

## Palmarés
- Division 3 Vastra Svealand: 1

2003
- Division 4 Vastmanland: 2

1995, 1997

## Jugadores

### Jugadores destacados
- August Bergman
- Jesper Göteson
- Amir Zeqiri

### Números retirados
- 12 - Aficionados del club.

## Afiliaciones
- Västmanlands Fotbollförbund.[7]